# Fuko
Fuko, född 10 februari 1988 i Okinawa i Japan, är en japansk gravureidol.